# 23e régiment de dragons
Pour les articles homonymes, voir 23e régiment.
Le 23e régiment de dragons (ou 23e RD), est une unité de cavalerie de l'Armée de terre française, formée sous le 1er Empire à partir du 14e régiment de cavalerie issu du régiment Royal-Piémont cavalerie un régiment de cavalerie français d'Ancien Régime créé en 1671. Elle est actuellement dissoute.

## Création et différentes dénominations
- 1670 : levé à Turin par le duc de Savoie qui le céda à Louis XIV. Colonel prince de Piémont (premier roi de Sardaigne).
- 1671 : Prince de Piémont.
- 1690 : Royal-Piémont. Resta étranger jusqu'en 1690, lorsqu'il fut confisqué par le roi.
- 1791 : 14e régiment de cavalerie[1].
- 1803 : 23e régiment de dragons[1].
- 1814 : Dissous[1].
- 1873 : 23e régiment de dragons[1].
- 1928 : Dissous.

## Colonels/chefs de corps
1. 25 mars 1788 : duc de Sully ;
2. 25 juillet 1791 : colonel de la Farelle ;
3. 27 octobre 1792 : colonel Dazincourt ;
4. 30 avril 1796 : chef de brigade Grieu ;
5. 4 mai 1798 : chef de brigade Wolff ;
6. 20 novembre 1799 : chef de brigade Merlin ;
7. 8 décembre 1800 :  chef de brigade (puis colonel) Thierry ;
8. 12 nivôse an IX (9 janvier 1810) : Chef de brigade Briant ;
9. 29 mars 1813 : Martigue ;

- 1873 : colonel Corot-Laquiante
- 1881 : colonel Faverot de Kerbrech ;
- 1886 : colonel Taffanel de la Jonquière ;
- 1898-1903 : colonel Sordet
- 1907 : Saski ;
- 1913 - 1914 : Colonel Feraud
- 1917 : Trutta ;
- 1918 : Colonel de Bazelaire

## Historique des garnisons, combats et batailles

### Guerres de la Révolution et de l'Empire
- Armée du Rhin 1792-1793
- Armée de l'Ouest et de la Moselle 1794
- Armée du Rhin et Moselle 1795-1797
- Italie 1799-1800
- 1804-1806 : Italie
  - 1805 : Bataille de Caldiero
- Campagne d'Allemagne et d'Autriche (1809)
  - Le 23e dragons chargea vivement la cavalerie autrichienne contribuant ainsi à la prise des positions de Glinzendorf. Rapport 1809. « Vous êtes de braves gens, vous vous êtes tous couverts de gloire. » Napoléon, 1809.
- 1811 : Campagne d'Espagne
  - Bataille de Sagonte[1]
- Russie 1812
  - Bataille de la Moskova
- 1813 : Campagne d'Allemagne
  - Bataille de Dresde
  - 16-19 octobre : Bataille de Leipzig
- 1814 : Campagne de France
  - 14 février 1814 : Bataille de Vauchamps

Le 23e régiment de dragons est licencié en 1814.

### 1873 à 1914

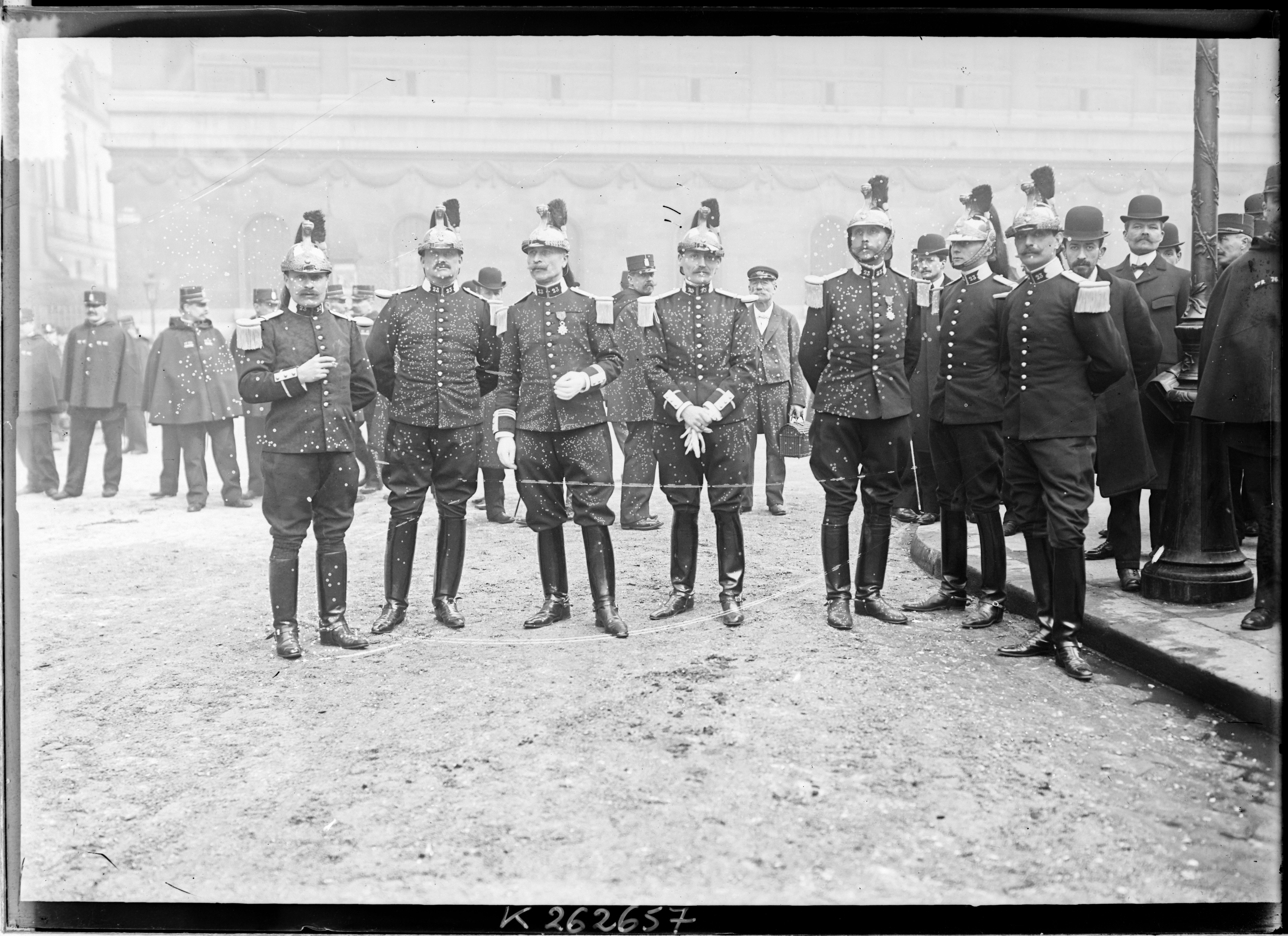
Cavaliers du de dragons en 1907.

Le régiment est recréé en 1873, à partir de quatre escadrons, issus du 2e, 4e, 7e et 8e régiment de dragons.
- 1889 : dépôt à Reims

### Première Guerre mondiale

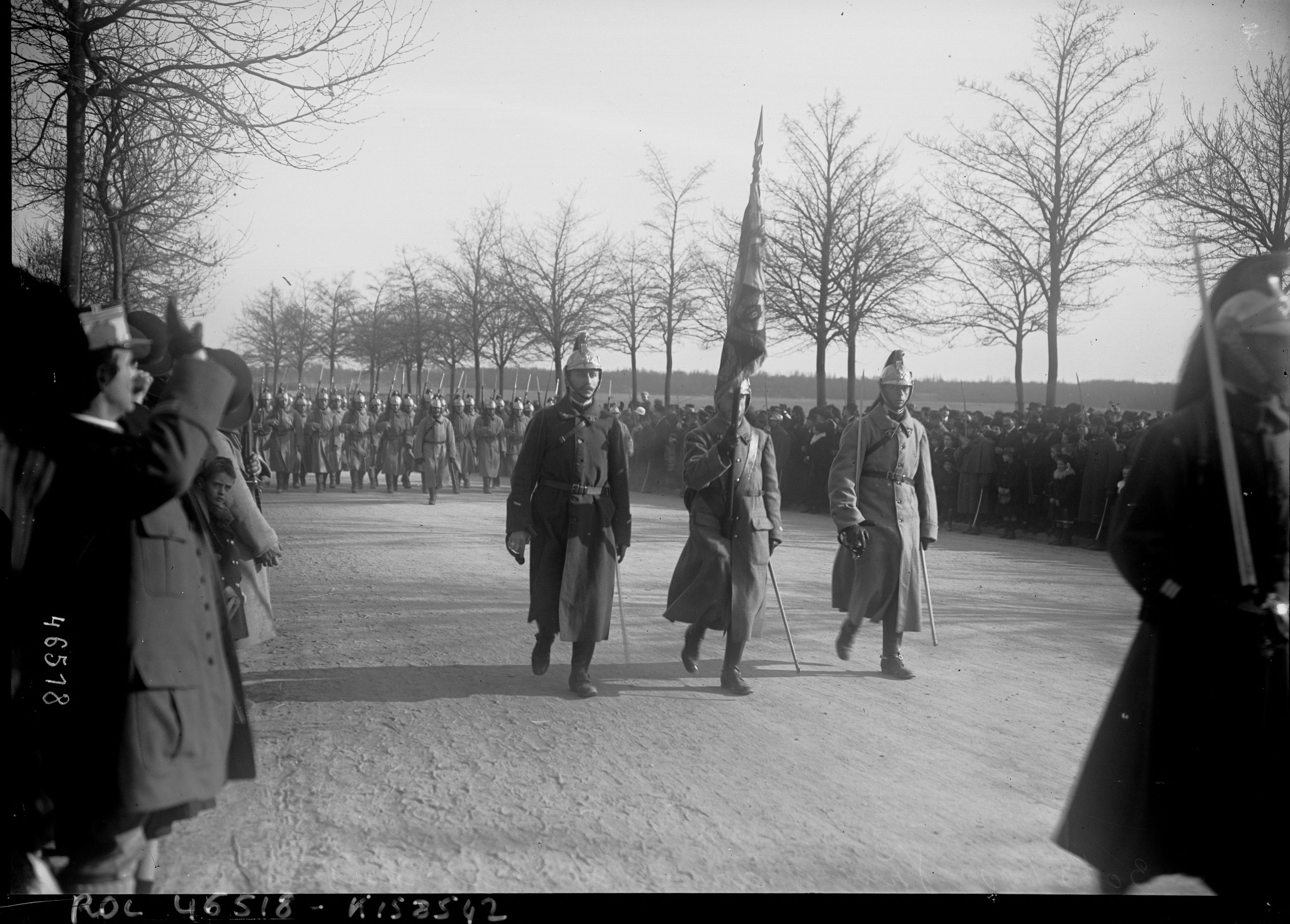
Défilés de dragons du 23e (et du 6e) à Vincennes le 30 3 1916.

- 1914 : En garnison à Vincennes [2]

#### 1914
- Bataille de l'Aisne (1914)

#### 1918
- Seconde bataille de la Marne

« A fait preuve d'une ténacité et d'une énergie combative admirables. » Citation à l'ordre de l'armée, 1918.

### Entre-deux-guerres

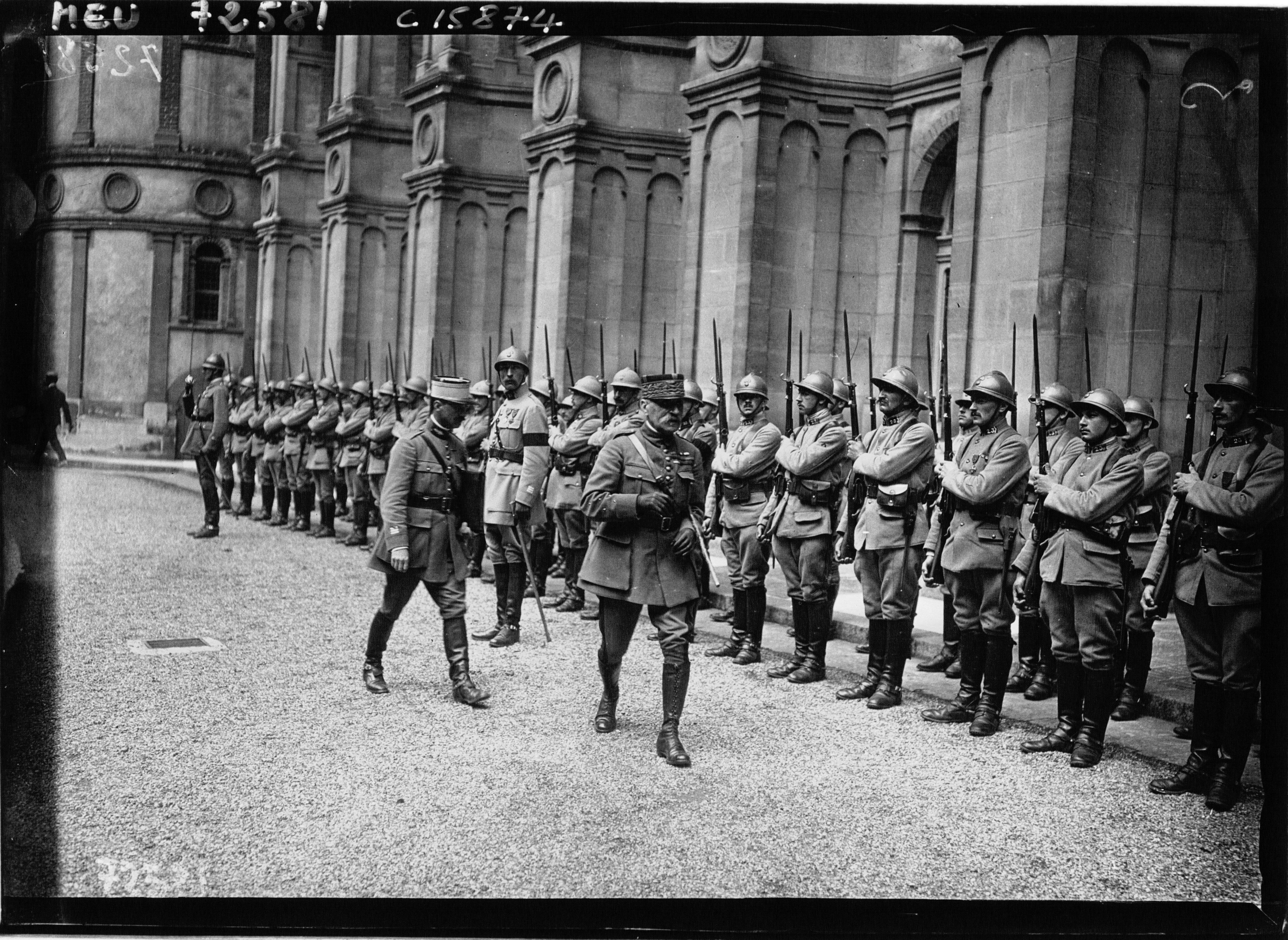
Un détachement du 23e dragons présente les honneurs au maréchal Foch lors de la conférence de Saint-Germain-en-Laye, juin 1919.

En 1921, le régiment est rattaché à la 5e brigade de dragons de la 5e division de cavalerie. Il est dissout en 1928[réf. nécessaire].

## Étendard
Il porte, cousues en lettres d'or dans ses plis, les inscriptions suivantes :
- Mayence 1793
- Wagram 1809
- La Moskova 1812
- Dresde 1813
- Picardie 1914
- Champagne 1918

## Décorations
La cravate de l'étendard est décorée de la croix de guerre 1914-1918  avec une palme, correspondant à une citation à l'ordre de l'armée[réf. souhaitée].

## Personnalités ayant servi au régiment

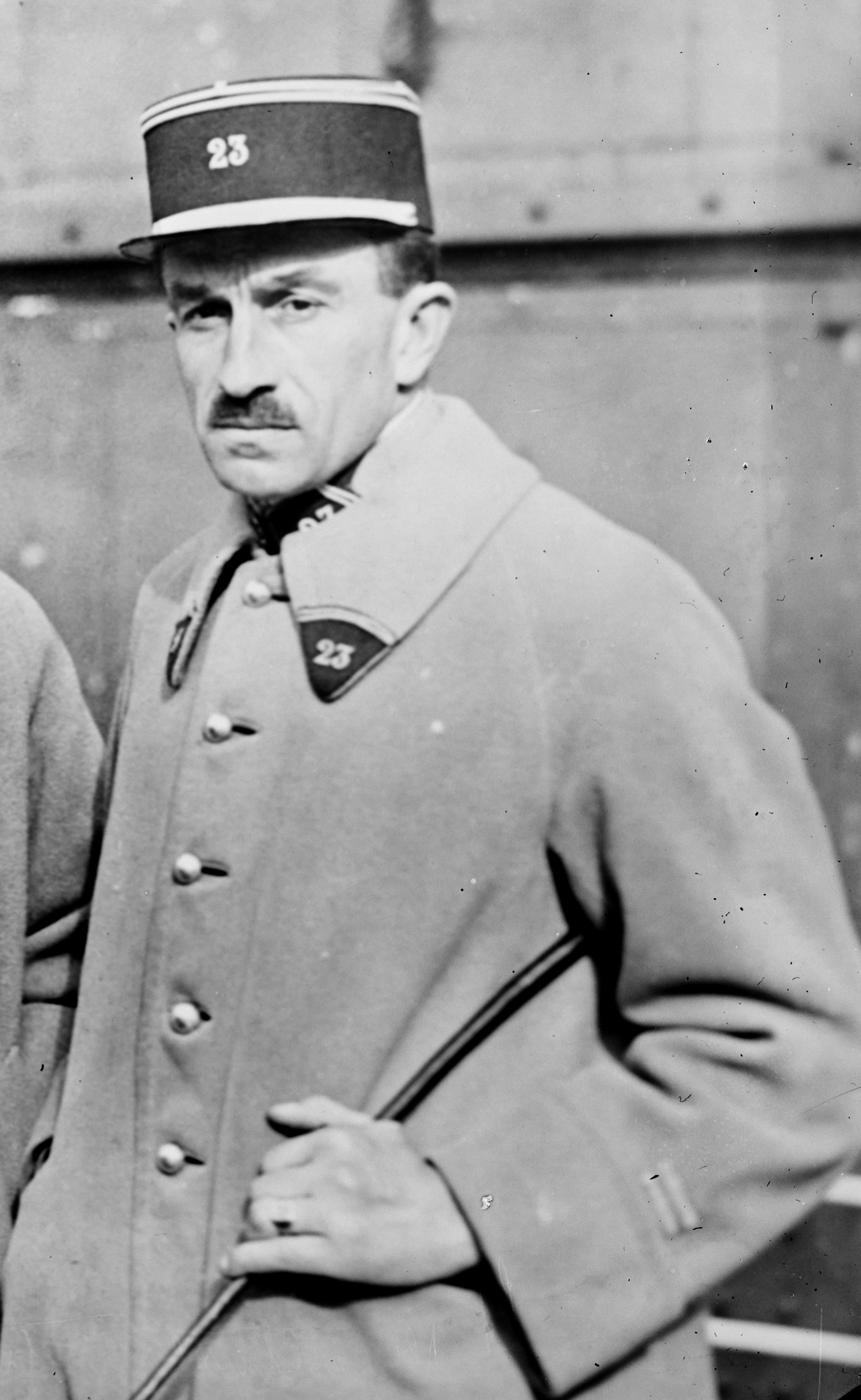
Le lieutenant Clavé du à un championnat d'équitation à New York en 1927.

- Etienne Beudant, engagé volontaire, 2 en 1883, affecté au régiment de 1883 à 1887[5].
- Henri-Georges-César, comte de Chastellux, capitaine commandant au régiment en 1765
- Guy Émeric Anne de Durfort-Civrac (1737-1837), capitaine au régiment de Royal-Piémont Cavalerie en 1788, depuis maréchal de camp
- Pierre Clavé, champion du monde de saut d'obstacles et inventeur du horse-ball, au 23e RD dans les années 1920.
- Jean François Emmanuel Colomb-d'Arcine (1784-1865) alors maréchal des logis
- Bertrand du Cor de Duprat de Damrémont, chef d'escadron au régiment en 1920.
- Alain-Fournier, écrivain, y a effectué son service national en 1907 et 1908.

## Source
- Historiques des corps de troupe de l'armée française (1569-1900), Ministère de la Guerre, Paris, Berger-Levrault, 1900
- Général Andolenko, Recueil d'historique de l'arme blindée et de la cavalerie, Paris, Eurimprim, 1968
- Général Suzane, Histoire de la cavalerie française, Paris, Dumaine, 1874.
- Journal de marche du 23e Régiment de Dragons pendant la Campagne 1914-1918, Montauban, Imprimerie Georges Forestié, 1920, 65 p., lire en ligne sur Gallica.